# IDM-Saison 2011

Logo der Internationalen Deutschen Motorradmeisterschaft.

Bei der Internationalen Deutschen Motorradmeisterschaft 2011 wurden Titel in den Klassen IDM Superbike, IDM Supersport, IDM 125 und IDM Sidecar vergeben.
In der Supersport-Klasse wurden 16, bei den Superbikes 15, in der 125-cm³-Klasse und bei den Sidecars je acht Rennen ausgetragen.

## Punkteverteilung
Meister wurde derjenige Fahrer beziehungsweise der Hersteller, der bis zum Saisonende die meisten Punkte erzielt hatte. Bei der Punkteverteilung wurden die Platzierungen im Gesamtergebnis des jeweiligen Rennens berücksichtigt. Die fünfzehn erstplatzierten Fahrer jedes Rennens erhielten Punkte nach folgendem Schema:
| Punkteverteilung | Punkteverteilung | Punkteverteilung | Punkteverteilung | Punkteverteilung | Punkteverteilung | Punkteverteilung | Punkteverteilung | Punkteverteilung | Punkteverteilung | Punkteverteilung | Punkteverteilung | Punkteverteilung | Punkteverteilung | Punkteverteilung | Punkteverteilung |
| ---------------- | ---------------- | ---------------- | ---------------- | ---------------- | ---------------- | ---------------- | ---------------- | ---------------- | ---------------- | ---------------- | ---------------- | ---------------- | ---------------- | ---------------- | ---------------- |
| Platz            | 1                | 2                | 3                | 4                | 5                | 6                | 7                | 8                | 9                | 10               | 11               | 12               | 13               | 14               | 15               |
| Punkte           | 25               | 20               | 16               | 13               | 11               | 10               | 9                | 8                | 7                | 6                | 5                | 4                | 3                | 2                | 1                |

In die Wertung kamen alle erzielten Punkte.

## Superbike

### Wissenswertes
- Das 1. Rennen beim Saisonfinale auf dem Hockenheimring wurde wegen einer Ölspur abgesagt.

### Rennergebnisse
|   | Datum  | Strecke              | Pole-Position     | Lauf | Platz 1           | Platz 2           | Platz 3               | Schn. Rennrunde  |
| - | ------ | -------------------- | ----------------- | ---- | ----------------- | ----------------- | --------------------- | ---------------- |
| 1 | 24.04. | EuroSpeedway Lausitz | Dario Giuseppetti | 1    | Martin Bauer      | Dario Giuseppetti | Stefan Nebel          | Martin Bauer     |
| 1 | 24.04. | EuroSpeedway Lausitz | Dario Giuseppetti | 2    | Martin Bauer      | Dario Giuseppetti | Karl Muggeridge       | Martin Bauer     |
| 2 | 08.05. | Oschersleben         | Matěj Smrž        | 1    | Matěj Smrž        | Michael Ranseder  | Damian Cudlin         | Martin Bauer     |
| 2 | 08.05. | Oschersleben         | Matěj Smrž        | 2    | Matěj Smrž        | Karl Muggeridge   | Martin Bauer          | Martin Bauer     |
| 3 | 22.05. | Nürburgring          | Matěj Smrž        | 1    | Michael Ranseder  | Martin Bauer      | Karl Muggeridge       | Michael Ranseder |
| 3 | 22.05. | Nürburgring          | Matěj Smrž        | 2    | Matěj Smrž        | Jörg Teuchert     | Freddy Papunen        | Michael Ranseder |
| 4 | 19.06. | Sachsenring          | Dario Giuseppetti | 1    | Dario Giuseppetti | Martin Bauer      | Matěj Smrž            | Matěj Smrž       |
| 4 | 19.06. | Sachsenring          | Dario Giuseppetti | 2    | Dario Giuseppetti | Karl Muggeridge   | Damian Cudlin         | Martin Bauer     |
| 5 | 03.07. | Salzburgring         | Filip Altendorfer | 1    | Michael Ranseder  | Martin Bauer      | Ghisbert van Ginhoven | Michael Ranseder |
| 5 | 03.07. | Salzburgring         | Filip Altendorfer | 2    | Filip Altendorfer | Michael Ranseder  | Ghisbert van Ginhoven | Michael Ranseder |
| 6 | 07.08. | Schleizer Dreieck    | Dario Giuseppetti | 1    | Matěj Smrž        | Damian Cudlin     | Martin Bauer          | Matěj Smrž       |
| 6 | 07.08. | Schleizer Dreieck    | Dario Giuseppetti | 2    | Martin Bauer      | Damian Cudlin     | Karl Muggeridge       | Martin Bauer     |
| 7 | 21.08. | Red Bull Ring        | Michael Ranseder  | 1    | Michael Ranseder  | Martin Bauer      | Gareth Jones          | Michael Ranseder |
| 7 | 21.08. | Red Bull Ring        | Michael Ranseder  | 2    | Michael Ranseder  | Martin Bauer      | Damian Cudlin         | Michael Ranseder |
| 8 | 18.09. | Hockenheimring       | Martin Bauer      | 1    | –                 | –                 | –                     | –                |
| 8 | 18.09. | Hockenheimring       | Martin Bauer      | 2    | Michael Ranseder  | Martin Bauer      | Stefan Nebel          | Martin Bauer     |

### Fahrerwertung
| 1  | Martin Bauer          | KTM RC8 R         | Motorex KTM Superbike Team                | 247 |
| 2  | Michael Ranseder      | BMW S 1000 RR     | Team Fritze Tuning Lietz Sport            | 204 |
| 3  | Karl Muggeridge       | Honda CBR 1000 RR | Honda Holzhauer Racing Promotion          | 200 |
| 4  | Damian Cudlin         | BMW S 1000 RR     | alpha Technik – Van Zon – Kraftwerk – BMW | 196 |
| 5  | Matěj Smrž            | KTM RC8 R         | INGHART KTM SUPERBIKE Team Germany        | 161 |
| 6  | Gareth Jones          | BMW S 1000 RR     | Wilbers-BMW-Racing                        | 121 |
| 7  | Jörg Teuchert         | Yamaha YZF-R1     | Yamaha Motor Deutschland                  | 120 |
| 8  | Dario Giuseppetti     | Ducati 1098 R     | TECHNOGYM RACING TEAM                     | 109 |
| 9  | Ghisbert van Ginhoven | BMW S 1000 RR     |                                           | 105 |
| 10 | Stefan Nebel          | KTM RC8 R         | INGHART KTM SUPERBIKE Team Germany        | 100 |
| 11 | Filip Altendorfer     | BMW S 1000 RR     | Wilbers-BMW-Racing                        | 88  |
| 12 | Barry Veneman         | BMW S 1000 RR     |                                           | 82  |
| 13 | Sascha Hommel         | Yamaha YZF-R1     | Yamaha Motor Deutschland                  | 75  |
| 14 | Roman Stamm           | Suzuki GSX-R 1000 | stamm-racing.ch                           | 59  |
| 15 | Freddy Papunen        | BMW S 1000 RR     |                                           | 43  |

| 16 | Marc Wildisen        | BMW S 1000 RR     | alpha Technik – Van Zon – Kraftwerk – BMW | 36 |
| 17 | Kevin Wahr           | Honda CBR 1000 RR | Honda Holzhauer Racing Promotion          | 35 |
| 18 | Filip Backlund       | Suzuki GSX-R 1000 |                                           | 28 |
| 19 | Ireneusz Sikora      | BMW S 1000 RR     | Wilbers-BMW-Racing                        | 21 |
| 20 | Nicklas Cajback      | Honda CBR 1000 RR |                                           | 13 |
| 21 | Didier Grams         | Suzuki GSX-R 1000 | ADAC Sachsen e. V.                        | 12 |
| 22 | Troy Herfoss         | Suzuki GSX-R 1000 | Team Suzuki Alber-Bischoff                | 12 |
| 23 | Manuel Hernández     | Honda CBR 1000 RR |                                           | 12 |
| 24 | Vesa Kallio          | KTM RC8 R         |                                           | 6  |
| 25 | Lucas De Carolis     | Suzuki GSX-R 1000 | Team Suzuki Alber-Bischoff                | 4  |
| 26 | Carl Berthelsen      | Suzuki GSX-R 1000 | Team Suzuki Alber-Bischoff                | 4  |
| 27 | Didier Van Keymeulen | Ducati 1098 R     | TECHNOGYM RACING TEAM                     | 3  |
| 28 | Gábor Rizmayer       | Suzuki GSX-R 1000 | Team Suzuki Alber-Bischoff                | 2  |
| 29 | Peter Preussler      | BMW S 1000 RR     | BMW Motorrad Senger                       | 1  |
| 30 | Branko Srdanov       | Yamaha YZF-R1     |                                           | 1  |

### Konstrukteurswertung
| 1 | BMW    | 480 |
| 2 | KTM    | 457 |
| 3 | Honda  | 242 |
| 4 | Yamaha | 196 |

## Supersport

### Wissenswertes
- Beim 2. Rennen auf dem Sachsenring hat Sarah Heide als erste Frau einen Lauf zur Internationalen Deutschen Motorradmeisterschaft gewonnen.

### Rennergebnisse
|   | Datum  | Strecke              | Pole-Position    | Lauf | Platz 1          | Platz 2          | Platz 3          | Schn. Rennrunde  |
| - | ------ | -------------------- | ---------------- | ---- | ---------------- | ---------------- | ---------------- | ---------------- |
| 1 | 24.04. | EuroSpeedway Lausitz | Günther Knobloch | 1    | Jesco Günther    | Daniel Sutter    | Günther Knobloch | Günther Knobloch |
| 1 | 24.04. | EuroSpeedway Lausitz | Günther Knobloch | 2    | Daniel Sutter    | Jesco Günther    | Günther Knobloch | Daniel Sutter    |
| 2 | 08.05. | Oschersleben         | Günther Knobloch | 1    | Jesco Günther    | Günther Knobloch | David Linortner  | Günther Knobloch |
| 2 | 08.05. | Oschersleben         | Günther Knobloch | 2    | Daniel Sutter    | Günther Knobloch | Jesco Günther    | Günther Knobloch |
| 3 | 22.05. | Nürburgring          | Jesco Günther    | 1    | Jesco Günther    | Daniel Sutter    | Thomas Walther   | Günther Knobloch |
| 3 | 22.05. | Nürburgring          | Jesco Günther    | 2    | Jesco Günther    | Günther Knobloch | Daniel Sutter    | Günther Knobloch |
| 4 | 19.06. | Sachsenring          | Marc Moser       | 1    | Marc Moser       | Günther Knobloch | Jesco Günther    | Günther Knobloch |
| 4 | 19.06. | Sachsenring          | Marc Moser       | 2    | Sarah Heide      | Thomas Walther   | Sergei Krapukhin | Thomas Walther   |
| 5 | 03.07. | Salzburgring         | Günther Knobloch | 1    | Günther Knobloch | David Linortner  | Jesco Günther    | Günther Knobloch |
| 5 | 03.07. | Salzburgring         | Günther Knobloch | 2    | Günther Knobloch | Jesco Günther    | Daniel Sutter    | Günther Knobloch |
| 6 | 07.08. | Schleizer Dreieck    | Daniel Sutter    | 1    | Daniel Sutter    | Marc Moser       | David Linortner  | Daniel Sutter    |
| 6 | 07.08. | Schleizer Dreieck    | Daniel Sutter    | 2    | Daniel Sutter    | Günther Knobloch | Lukáš Pešek      | Daniel Sutter    |
| 7 | 21.08. | Red Bull Ring        | Günther Knobloch | 1    | Jesco Günther    | Daniel Sutter    | Günther Knobloch | Jesco Günther    |
| 7 | 21.08. | Red Bull Ring        | Günther Knobloch | 2    | Jesco Günther    | Günther Knobloch | Marc Moser       | Daniel Sutter    |
| 8 | 18.09. | Hockenheimring       | Günther Knobloch | 1    | Jesco Günther    | Daniel Sutter    | Günther Knobloch | Daniel Sutter    |
| 8 | 18.09. | Hockenheimring       | Günther Knobloch | 2    | Günther Knobloch | Jesco Günther    | Lukáš Pešek      | Daniel Sutter    |

### Fahrerwertung
| 1  | Jesco Günther        | Yamaha YZF-R6    | Vector Racing Team                       | 297 |
| 2  | Günther Knobloch     | Yamaha YZF-R6    | GERIN-SKM Racing Team                    | 276 |
| 3  | Daniel Sutter        | Kawasaki ZX-6R   | Kawasaki Schnock Team Shell Advance      | 244 |
| 4  | Roman Raschle        | Kawasaki ZX-6R   | Kawasaki Schnock Team Shell Advance      | 143 |
| 5  | David Linortner      | Yamaha YZF-R6    | GERIN-SKM Racing Team                    | 134 |
| 6  | Marc Moser           | Yamaha YZF-R6    | Triple M Racing                          | 120 |
| 7  | Tatu Lauslehto       | Yamaha YZF-R6    |                                          | 111 |
| 8  | Thomas Walther       | Suzuki GSX-R 600 | Team Suzuki Laux ADAC Hessen / Thüringen | 100 |
| 9  | Stefan Kerschbaumer  | Yamaha YZF-R6    | Racing # 53                              | 94  |
| 10 | Luca Hansen          | Yamaha YZF-R6    | Yamaha Motor Deutschland                 | 89  |
| 11 | Lukáš Pešek          | Suzuki GSX-R 600 | Team Suzuki Mayer                        | 80  |
| 12 | Jan Bühn             | Suzuki GSX-R 600 |                                          | 76  |
| 13 | Dominik Vincon       | Yamaha YZF-R6    | DMV team romero                          | 52  |
| 14 | Kevin van Leuven     | Yamaha YZF-R6    |                                          | 49  |
| 15 | Randy Harmuth        | Honda CBR 600 RR | Race-Point Brandt                        | 47  |
| 16 | Jaroslav Ĉerný       | Yamaha YZF-R6    | Bily Racing Team                         | 39  |
| 17 | Christian von Gunten | Kawasaki ZX-6R   | Kawasaki Schnock Team Shell Advance      | 38  |
| 18 | Marco Colandrea      | Yamaha YZF-R6    | Team Fritze Tuning Lietz Sport           | 36  |

| 19 | Pepijn Bijsterbosch  | Yamaha YZF-R6    |                                  | 31 |
| 20 | Didier Van Keymeulen | Suzuki GSX-R 600 | Team Suzuki Mayer                | 26 |
| 21 | Florian Bauer        | Yamaha YZF-R6    | TSB Moto Cinch                   | 26 |
| 22 | Sarah Heide          | Suzuki GSX-R 600 | Team Suzuki Laux ADAC Sachsen    | 25 |
| 23 | Sergei Krapukhin     | Yamaha YZF-R6    |                                  | 24 |
| 24 | Meik Kevin Minnerop  | Yamaha YZF-R6    | DMV team romero                  | 18 |
| 25 | Steven Michels       | Yamaha YZF-R6    | Yamaha-Racing-Team-Löffler       | 18 |
| 26 | Gabriel Läuger       | Suzuki GSX-R 600 | Team Suzuki Mayer                | 13 |
| 27 | Marco Nekvasil       | Honda CBR 600 RR | Race-Point Brandt                | 11 |
| 28 | Daniel Puffe         | Honda CBR 600 RR |                                  | 6  |
| 29 | Konstantyn Pisarev   | Yamaha YZF-R6    | Racing # 53                      | 3  |
| 30 | Christoph Kasberger  | Yamaha YZF-R6    | Motorradcenter Bauer Racing Team | 3  |
| 31 | Matteo Righitto      | Suzuki GSX-R 600 | TKR Suzuki Switzerland           | 3  |
| 32 | Dominic Mähr         | Honda CBR 600 RR |                                  | 3  |
| 33 | Sören Jakobsen       | Yamaha YZF-R6    |                                  | 3  |
| 34 | Ben Gädke            | Yamaha YZF-R6    | Racing # 53                      | 2  |
| 35 | Andreas Beutelrock   | Honda CBR 600 RR | Cima-Finkl Racing Team           | 1  |

## 125-cm³-Klasse

### Rennergebnisse
|   | Datum  | Strecke              | Pole-Position     | Lauf | Platz 1           | Platz 2                | Platz 3                | Schn. Rennrunde   |
| - | ------ | -------------------- | ----------------- | ---- | ----------------- | ---------------------- | ---------------------- | ----------------- |
| 1 | 24.04. | EuroSpeedway Lausitz | Jack Miller       | 1    | Jack Miller       | Alexander Kristiansson | Luca Amato             | Jack Miller       |
| 2 | 08.05. | Oschersleben         | Toni Finsterbusch | 1    | Luca Amato        | Jack Miller            | Alexander Kristiansson | Toni Finsterbusch |
| 3 | 22.05. | Nürburgring          | Toni Finsterbusch | 1    | Toni Finsterbusch | Jack Miller            | Alexander Kristiansson | Maximilian Eckner |
| 4 | 19.06. | Sachsenring          | Sandro Cortese    | 1    | Sandro Cortese    | Luca Amato             | Jack Miller            | Sandro Cortese    |
| 5 | 03.07. | Salzburgring         | Jack Miller       | 1    | Luca Amato        | Jack Miller            | Toni Finsterbusch      | Luca Amato        |
| 6 | 07.08. | Schleizer Dreieck    | Luca Amato        | 1    | Luca Grünwald     | Jack Miller            | Florian Alt            | Bryan Schouten    |
| 7 | 21.08. | Red Bull Ring        | Luca Grünwald     | 1    | Florian Alt       | Philipp Öttl           | Jack Miller            | Florian Alt       |
| 8 | 18.09. | Hockenheimring       | Luca Amato        | 1    | Luca Amato        | Philipp Öttl           | Michael Ecklmaier      | Michael Ecklmaier |

### Fahrerwertung
| 1  | Jack Miller            | Aprilia RS 125 | RZT Racing              | 154 |
| 2  | Luca Amato             | Aprilia RS 125 | RZT Racing              | 153 |
| 3  | Alexander Kristiansson | KTM FRR 125    | Team HP-Moto            | 82  |
| 4  | Philipp Öttl           | KTM FRR 125    | Team HP-Moto            | 80  |
| 5  | Luca Grünwald          | KTM GP         | Freudenberg Racing Team | 78  |
| 6  | Bryan Schouten         | Honda RS 125   | LHF Projekt Racing      | 75  |
| 7  | Michael Ecklmaier      | Honda RS 125   |                         | 72  |
| 8  | Florian Alt            | KTM GP         | Freudenberg Racing Team | 65  |
| 9  | Maximilian Eckner      | Aprilia RS 125 | RZT Racing              | 63  |
| 10 | Toni Finsterbusch      | KTM GP         | Freudenberg Racing Team | 52  |
| 11 | Marvin Fritz           | Honda RS 125   |                         | 42  |
| 12 | Lukas Wimmer           | Seel Honda 125 | Freudenberg Racing Team | 31  |
| 13 | Felix Forstenhäusler   | Seel 125 GP    |                         | 29  |
| 14 | Ladislav Chmelik       | Aprilia RS 125 |                         | 25  |

| 15 | Deni Cudic         | KTM GP         | Freudenberg Racing Team      | 23 |
| 16 | Patrick Meile      | Aprilia RS 125 | Albatros Racing Team         | 17 |
| 17 | Ernst Dubbink      | Honda RS 125   |                              | 17 |
| 18 | Damien Raemy       | KTM 125 FRR    | PCP Stamm Racing Team        | 12 |
| 19 | Jerry van de Bunt  | Honda RS 125   |                              | 10 |
| 20 | Tobias Blinten     | Seel 125 GP    | MasterMind / SSZ Racing Team | 9  |
| 21 | Karel Hanika       | FGR 125 GP     |                              | 9  |
| 22 | Thomas van Leeuwen | EVL 125        |                              | 9  |
| 23 | Henning Flathaug   | Honda RS 125   |                              | 4  |
| 24 | Reiner Scheidhauer | Honda RS 125   |                              | 3  |
| 25 | Joé Schack         | Honda RS 125   | Honda-Cintula-Racing         | 3  |
| 26 | Jakub Jantulik     | Honda RS       | AMK BRNO Circuit Junior Team | 3  |
| 27 | Tasia Rodink       | Honda RS 125   |                              | 1  |

## Gespanne

### Rennergebnisse
|   | Datum  | Strecke              | Pole-Position                  | Platz 1                        | Platz 2                          | Platz 3                          | Schn. Rennrunde                |
| - | ------ | -------------------- | ------------------------------ | ------------------------------ | -------------------------------- | -------------------------------- | ------------------------------ |
| 1 | 24.04. | EuroSpeedway Lausitz | Pekka Päivärinta / Adolf Hänni | Pekka Päivärinta / Adolf Hänni | Kurt Hock / Enrico Becker        | Robert Zimmermann / Maik Ziegler | Kurt Hock / Enrico Becker      |
| 2 | 08.05. | Oschersleben         | Pekka Päivärinta / Adolf Hänni | Kurt Hock / Enrico Becker      | Michael Grabmüller / Axel Kölsch | Mike Roscher / Sven Polchow      | Kurt Hock / Enrico Becker      |
| 3 | 22.05. | Nürburgring          | Kurt Hock / Enrico Becker      | Pekka Päivärinta / Adolf Hänni | Kurt Hock / Enrico Becker        | Jakob Rutz / Ueli Wäfler         | Pekka Päivärinta / Adolf Hänni |
| 4 | 19.06. | Sachsenring          | Kurt Hock / Enrico Becker      | Kurt Hock / Enrico Becker      | Pekka Päivärinta / Adolf Hänni   | Mike Roscher / Sven Polchow      | Kurt Hock / Enrico Becker      |
| 5 | 03.07. | Salzburgring         | Pekka Päivärinta / Adolf Hänni | Pekka Päivärinta / Adolf Hänni | Kurt Hock / Enrico Becker        | Robert Zimmermann / Maik Ziegler | Pekka Päivärinta / Adolf Hänni |
| 6 | 07.08. | Schleizer Dreieck    | Pekka Päivärinta / Adolf Hänni | Pekka Päivärinta / Adolf Hänni | Kurt Hock / Enrico Becker        | Mike Roscher / Sven Polchow      | Pekka Päivärinta / Adolf Hänni |
| 7 | 21.08. | Red Bull Ring        | Pekka Päivärinta / Adolf Hänni | Pekka Päivärinta / Adolf Hänni | Mike Roscher / Danny Kamerbeek   | Robert Zimmermann / Maik Ziegler | Kurt Hock / Enrico Becker      |
| 8 | 18.09. | Hockenheimring       | Pekka Päivärinta / Adolf Hänni | Pekka Päivärinta / Adolf Hänni | Kurt Hock / Enrico Becker        | Michael Grabmüller / Axel Kölsch | Pekka Päivärinta / Adolf Hänni |

### Fahrerwertung
| 1  | Pekka Päivärinta   | Adolf Hänni                                              | LCR-Suzuki    |                                    | 170 |
| 2  | Kurt Hock          | Enrico Becker                                            | LCR-Suzuki    |                                    | 150 |
| 3  | Robert Zimmermann  | Maik Ziegler                                             | LCR           |                                    | 110 |
| 4  | Mike Roscher       | Sven Polchow bzw. Sophia Kirchhofer bzw. Danny Kamerbeek | LCR-BMW       | ADAC Hessen-Thüringen e. V.        | 105 |
| 5  | Michael Grabmüller | Axel Kölsch                                              | LCR-Kawasaki  | Polizeisportverein Wels Motorsport | 79  |
| 6  | Uwe Gürck          | Manuel Eckert                                            | LCR-Suzuki    | MSC Calw e. V. im ADAC             | 76  |
| 7  | Olivier Purtschert | Priska Purtschert                                        | LCR-Suzuki    | Kraftwerk Racing                   | 59  |
| 8  | Jakob Rutz         | Ueli Wäfler                                              | LCR-Yamaha    |                                    | 58  |
| 9  | Stefan Kiser       | Sandro Micheletto                                        | LCR-Suzuki    |                                    | 53  |
| 10 | Dieter Eilers      | Michael Prudlik                                          | LCR-Suzuki    |                                    | 41  |
| 11 | Bernhard Pichler   | Mario Pichler bzw. Manfred Wechselberger                 | LCR-Suzuki    |                                    | 38  |
| 12 | André Kretzer      | Adrian Kretzer bzw. Jens Lehnertz                        | Hock-Eigenbau | MSC Freier Grund e. V. im DMV      | 34  |
| 13 | Thilo Wotzka       | Enrico Roick                                             | LCR           |                                    | 33  |
| 14 | Christian Bruchez  | Frédéric Bruchez                                         | Suzuki CBR    |                                    | 24  |
| 15 | Christian Ruppert  | Lucas Bernhardt                                          | LCR-Yamaha    |                                    | 18  |
| 16 | Josef Sattler      | Stefan Trautner                                          | RSR           | Polizeisportverein Wels Motorsport | 13  |

## Rahmenrennen
- Im Rahmen der Internationalen Deutschen Motorradmeisterschaft 2011 fanden acht Rennen zum Yamaha R6-Dunlop Cup, sieben Rennen zum ADAC Junior Cup und zwei Rennen zur German Superkart Series statt.